# Luci di atterraggio

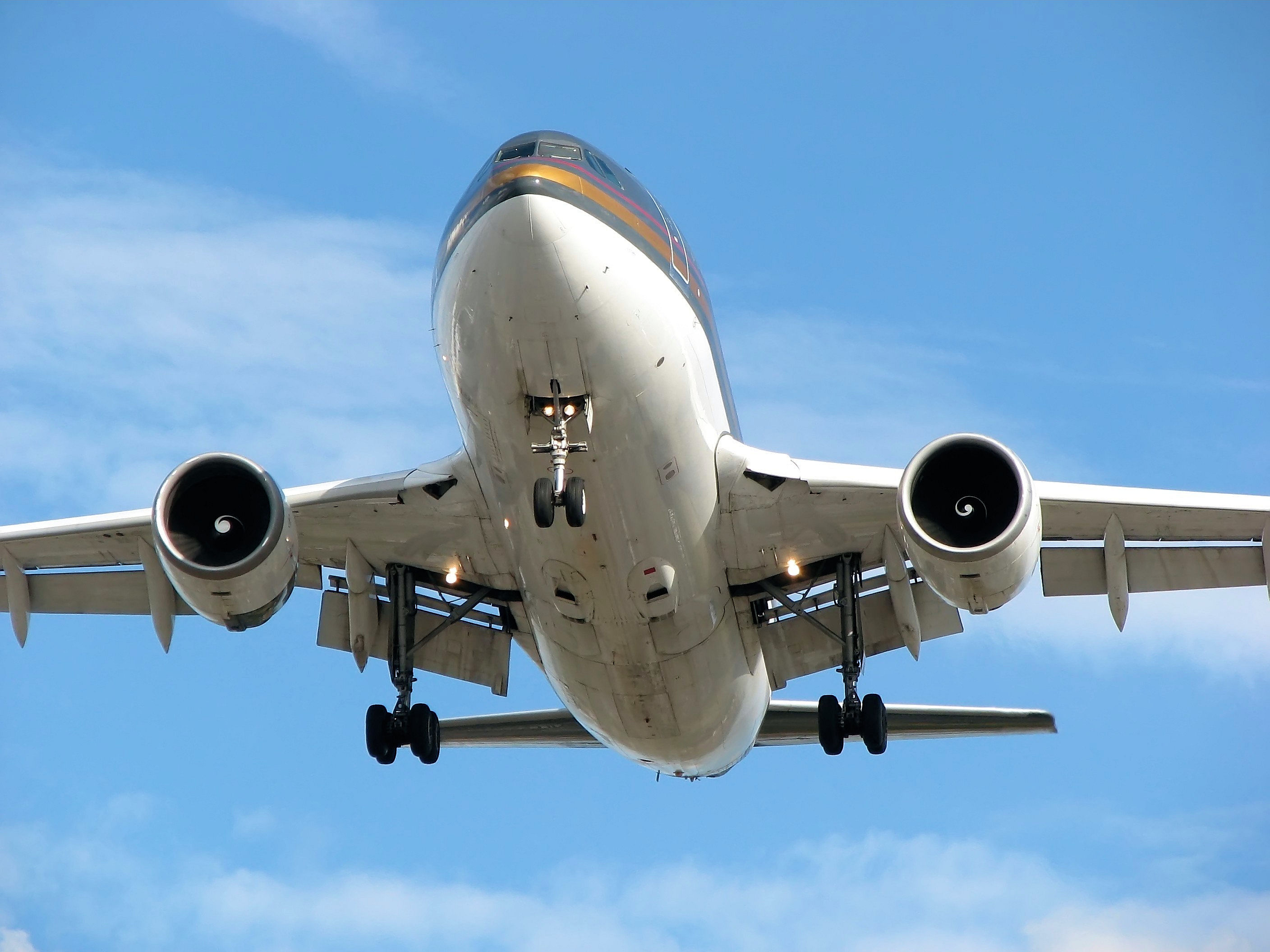
Le luci di atterraggio visibili su un Airbus A310

Le luci di atterraggio, in lingua inglese landing lights, sono luci utilizzate dagli aerei per illuminare il terreno e la pista durante le fasi di decollo e di atterraggio.
Possono essere posizionate in diversi punti dell'aeromobile, ad esempio in prossimità dell'attacco dell'ala alla fusoliera, sul ventre della fusoliera.
L'accensione delle luci di atterraggio può essere richiesta da un controllore del traffico aereo al pilota di un aeromobile in volo nelle vicinanze di un aerodromo per facilitarne l'identificazione a vista oppure, in caso di avaria radio in trasmissione della radio di bordo, per dare conferma di aver ricevuto le istruzioni per l'avvicinamento.